# Oxymycterus delator
El anguja o ratón delator (Oxymycterus delator) es una especie de roedor de la familia Cricetidae endémica de Paraguay.